# Rheumaptera cupreipennis
Rheumaptera cupreipennis är en fjärilsart som beskrevs av Paul Dognin 1908. Rheumaptera cupreipennis ingår i släktet Rheumaptera och familjen mätare. Inga underarter finns listade.